# Sieur Dubois
Le sieur Dubois, également appelé Dubois, est un voyageur français au long cours ayant atteint les îles de Madagascar et de Bourbon aux premières heures de la colonisation de ces dernières par la France. Il est connu par le récit qu'il a laissé de ce voyage, dans lequel il est fait mention de nombreuses espèces d'oiseaux alors endémiques de La Réunion et aujourd'hui disparues, par exemple de l'ibis de La Réunion.

## Biographie
- Les voyages faits par le sieur D.B. aux isles Dauphine ou Madagascar et Bourbon ou Mascarenne,  ès années 1669, 70, 71 et 72. Dans laquelle il est curieusement traité du Cap Vert, de la ville de Surate, les isles de Sainte-Hélène, ou de l'Ascention. Ensemble les mœurs, religions, forces, gouvernement et coutumes des habitans desdites isles, avec l'histoire naturelle du pais, 1674, Paris.